# Кримне (озеро)
Кримне — озеро карстового походження у Шацькому районі Волинської області, за 2 км від села Мельники. Каналом сполучене із верхів'ям річки Рити.

## Загальні відомості
Довжина 2 км, ширина до 0,72 км, площа 1,44 км², глибина до 6 м.
Улоговина неправильної видовженої форми. Береги переважно низовинні, подекуди заболочені.
Живиться атмосферними опадами та підземними водами. Взимку замерзає.
Дно піщане, на окремих ділянках замулене.

## Флора і фауна
Є рідкісні рослини: латаття, орхідеї.
Водиться 25 видів риб (зокрема, лящ, щука, судак, плітка, в'юн, канадський сом, короп); є раки.
На берегах — місця гніздування куликів, диких качок та ін. птахів.
Озеро Кримне входить до складу Шацького національного природного парку.